# مارتن سيلماير
مارتن سيلماير (بالألمانية: Martin Selmayr) هو سياسي ألماني ولد في يوم 5 ديسمبر 1970 في مدينة بون عاصمة ألمانيا الغربية. أكمل دراسة القانون في جامعة جنيف. سبق له شغل منصب مدير المفوضية الأوروبية من سنة 2018 إلى سنة 2019.